# Dolmen de Ponsat
Le dolmen du Ponsat est un dolmen situé à Saint-Georges-la-Pouge dans le département de la Creuse.

## Protection
L'édifice est fouillé et décrit par J. Cancalon avant 1842, M. Bonnafoux le mentionne en 1843 et Pierre de Cessac en donne la première description détaillée en 1881. Il a fait l’objet d’un classement au titre des monuments historiques en 1929.

## Description
Le dolmen est constitué de neuf orthostates recouverts par une unique table de couverture, de forme triangulaire. Elle mesure 4,75 m de longueur sur 3 m de largeur. Les orthostates mesurent 1,40 m de hauteur côté chambre et 0,65 m de hauteur côté extérieur. La chambre mesure 3 m de long sur 2 m de large et 1,20 m de hauteur. ell est de forme oval et ouvre à l'est. Toutes les dalles sont en granite. Selon Cancalon, les piliers sont enfoncés dans le sol sur 2 m de profondeur. 
Dans la description de Pierre de Cessac, le tumulus mesure 9,80 m de diamètre pour une hauteur maximale de 1 m. Il s'est depuis affaissé et il atteint désormais 12 m de diamètre d'est en ouest et 10 m du nord au sud.
Cancalon ne mentionne aucun matériel archéologique découvert. En 1972, un ramassage de surface sur le tumulus a permis de recueillir quelques tessons de poterie.